# Stumfilm (EP)
Stumfilm är en EP av bob hund som släpptes på CD, digital och vinyl den 19 maj 2010. Vinylen släpptes i 538 exemplar.

## Låtlista
| Nr | Titel             | Längd |
| -- | ----------------- | ----- |
| 1. | Leker krig        | 3:20  |
| 2. | Festen är över    | 4:38  |
| 3. | Omringad av hjälp | 5:48  |
| 4. | Lögndetektorn     | 4:28  |